# Stary Las (Głuchołazy)
Stary Las (deutsch Altewalde) ist ein Ort in der Landgemeinde Głuchołazy (Ziegenhals) im Powiat Nyski (Kreis Neisse) der Woiwodschaft Opole (Oppeln) in Polen.

## Geographie

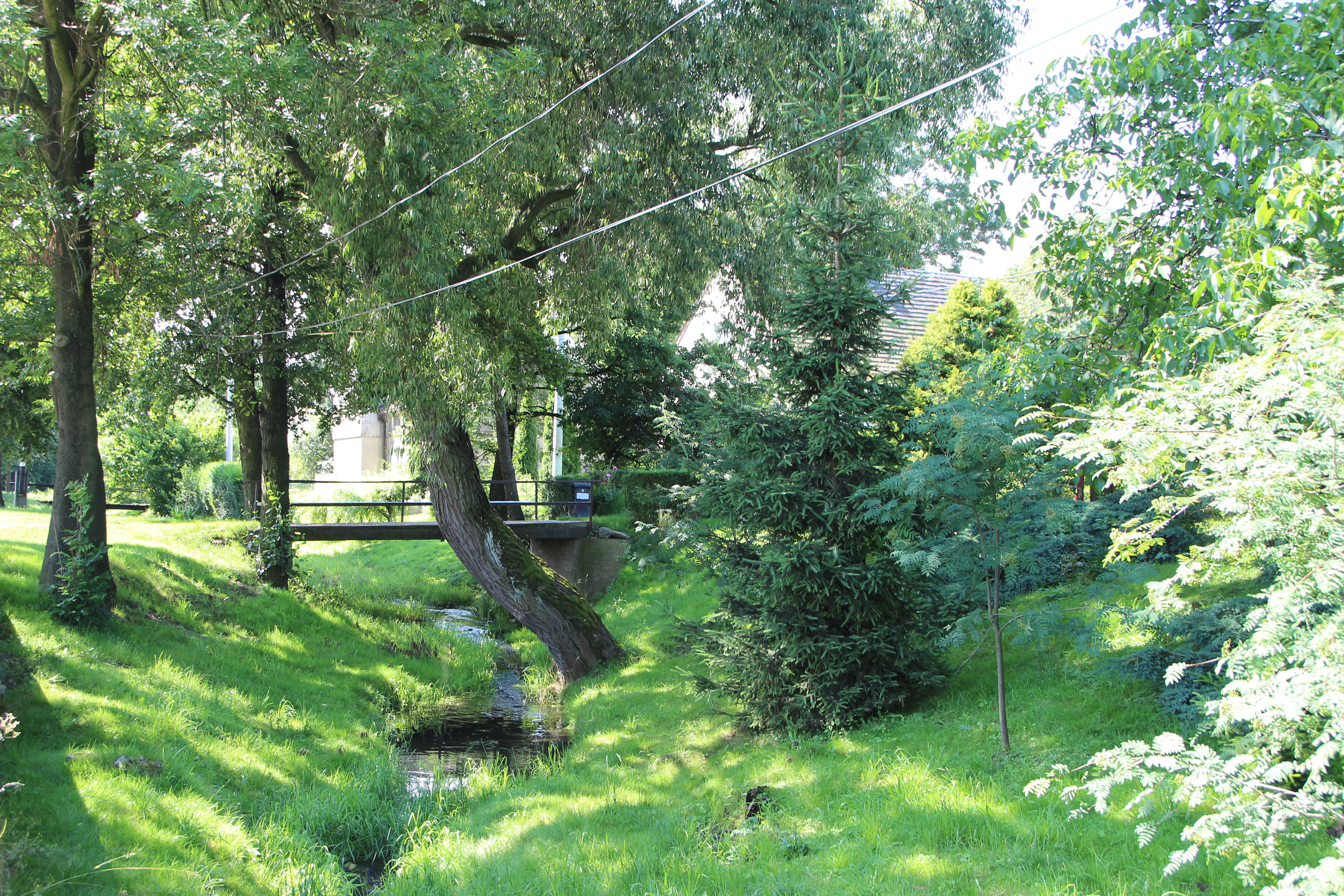
Die Kamienica in Stary Las

Das Straßendorf Stary Las liegt etwa neun Kilometer nordöstlich von Głuchołazy, 15 Kilometer südlich von Nysa und 65 Kilometer südwestlich der von Opole (Opole) in der Nizina Śląska (Schlesische Tiefebene) im Grenzbereich zu den Góry Opawskie (Oppagebirge) in den Sudety Wschodnie (Ostsudeten). Durch den Ort fließt die Kamienica (Kamitz). Südlich des Dorfes verläuft die Bahnstrecke Kędzierzyn-Koźle–Nysa.
Nachbarorte von Stary Las sind im Norden Kępnica (Deutsch Kamitz), im Süden Nowy Las (Neuwalde) und im Westen Sucha Kamienica (Dürr Kamitz).

## Geschichte

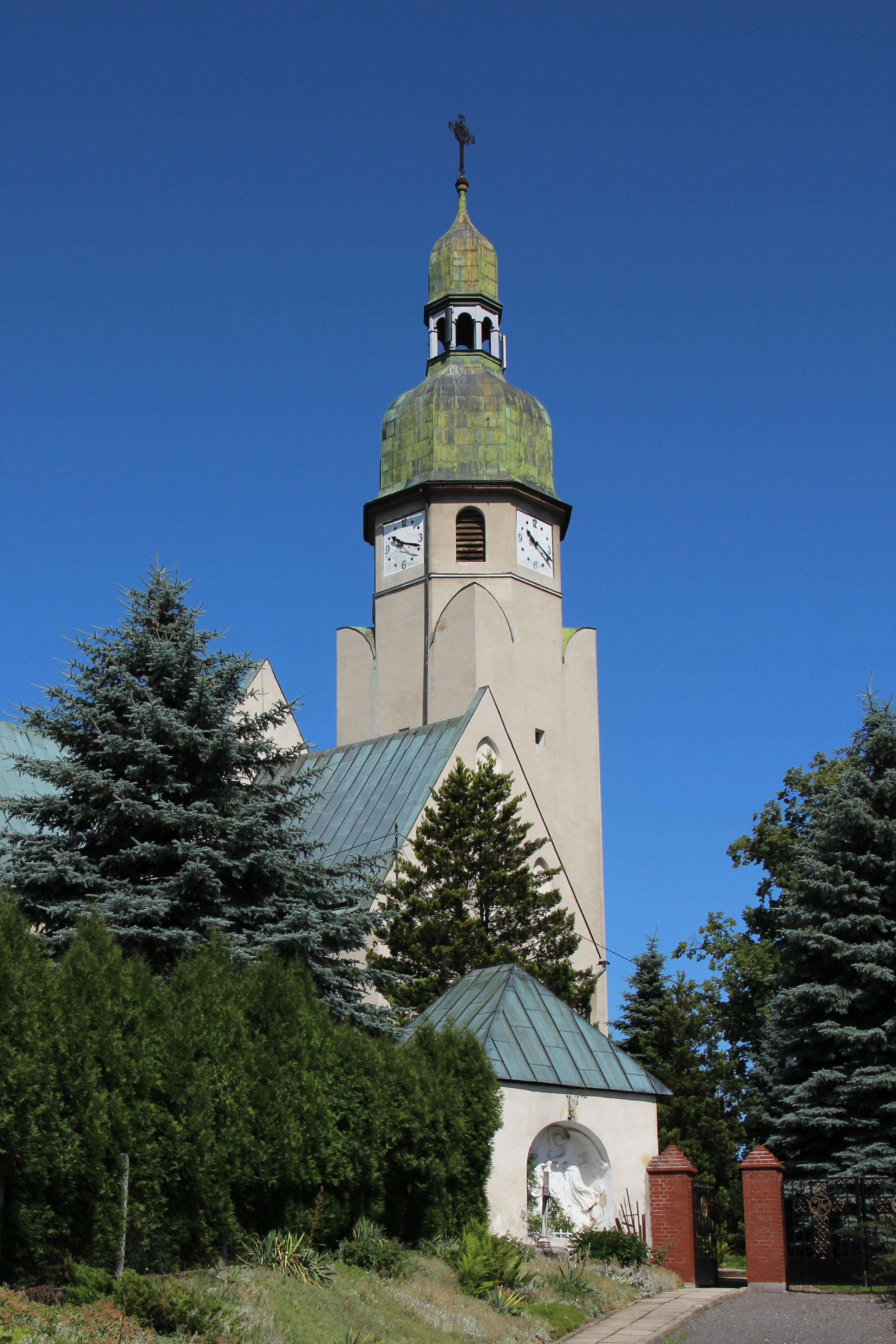
Kirche St. Martin

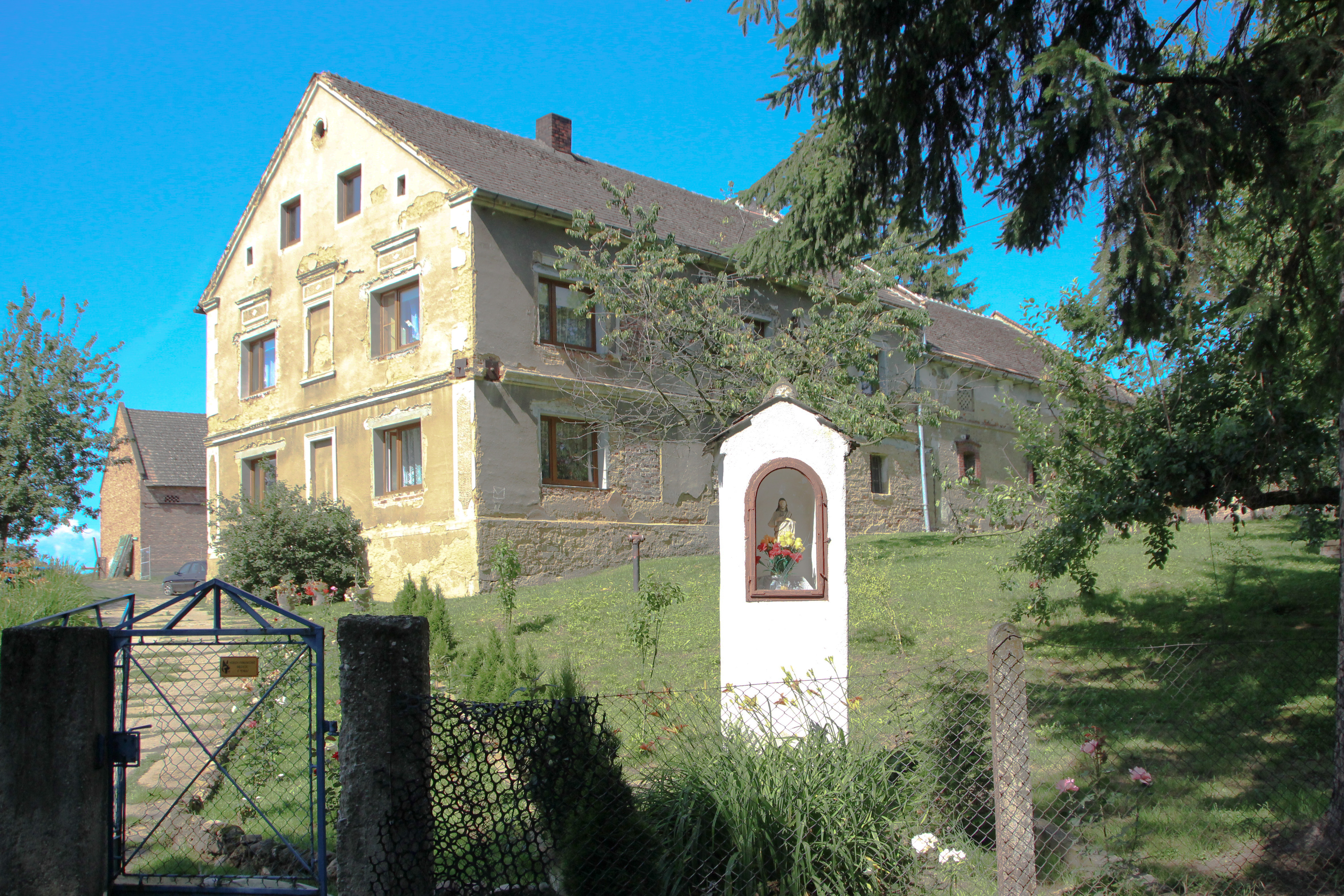
Bauernhof in Altewalde

„Waldow“ wurde 1249 erstmals urkundlich erwähnt. Im Zehntregister Liber fundationis episcopatus Vratislaviensis aus den Jahren 1295–1305 ist es als Antiquum Waldow belegt. Ab dem Jahr 1290 gehörte es zum bischöflichen Fürstentum Neisse. 1310 wurde eine Mühle mit zwei Rädern erwähnt. Eine Kirche wurde erstmals im Jahr 1315 belegt. Für das Jahr 1368 ist der Ortsname antiquum waldow überliefert.
Nach dem Ersten Schlesischen Krieg 1742 fiel Altewalde mit dem größten Teil Schlesiens an Preußen. Nach der Neugliederung der Provinz Schlesien gehörte die Landgemeinde Altewalde ab 1816 zum Landkreis Neisse, mit dem sie bis 1945 verbunden blieb. 1845 bestanden im Dorf eine Scholtisei, eine katholische Pfarrkirche, eine katholische Schule und 225 weitere Häuser, und es wohnten damals 1310 Einwohner im Ort, davon eine Person evangelisch und drei jüdisch. 1855 waren es 1440 Einwohner. 1865 bestanden im Ort eine Scholtisei, 62 Bauer-, 47 Gärtner- und 77 Häuslerstellen sowie eine Brauerei und eine Brennerei. Die dreiklassige katholische Schule wurde im gleichen Jahr von 276 Schülern besucht. 1874 wurde der Amtsbezirk Deutsch Wette gegründet, der aus den Landgemeinden Altewalde, Deutsch Wette und Winsdorf sowie dem Gutsbezirk Deutsch Wette bestand. 1885 zählte Altewalde 1301 Einwohner.
Am 9. Mai 1933 wurde der Amtsbezirk Deutsch Wette aufgelöst und Altewalde dem Amtsbezirk Neuwalde zugeordnet. 1933 lebten in Altewalde 1149 und 1939 1145 Einwohner. Bis 1945 befand sich der Ort im Landkreis Neisse.
Als Folge des Zweiten Weltkriegs fiel Altewalde 1945 mit dem größten Teil Schlesiens unter polnische Verwaltung und wurde nachfolgend in Stary Las umbenannt. Die deutsche Bevölkerung wurde, soweit sie nicht vorher geflohen war, weitgehend vertrieben. Die neu angesiedelten Bewohner waren teilweise Zwangsumgesiedelte aus Ostpolen, das an die Sowjetunion gefallen war.
Ab 1950 gehörte Stay Las zur Woiwodschaft Opole. Seit 1999 zum Powiat Nyski.

## Sehenswürdigkeiten
- Die römisch-katholische Martinskirche (Kościół św. Marcina) wurde zwischen 1913 und 1914 errichtet. Bereits seit dem 14. Jahrhundert bestand im Dorf eine Kirche. Im Frühjahr 1945 wurde die Kirche teilweise zerstört. Der Turm wurde nach Eroberung des Dorfes als Beobachtungsstützpunkt genutzt. Durch Artilleriebeschuss der deutschen Wehrmacht wurde die Kirche in Brand gesteckt. Bis 1963 wurde die Kirche rekonstruiert und saniert.[9] Das Gotteshaus steht seit 1958 unter Denkmalschutz.[10]
- Friedhofskapelle St. Martin, erbaut 1913[10]
- Steinerne Wegekapelle mit Marienbildnis
- Steinerne Wegekapelle aus der ersten Hälfte des 19. Jahrhunderts[10]
- Steinerne Kapelle aus der ersten Hälfte des 20. Jahrhunderts[10]
- Kapelle aus der zweiten Hälfte des 19. Jahrhunderts[10]
- Fachwerkspeicher aus der Mitte des 19. Jahrhunderts[10]

## Persönlichkeiten
- Laurentius Hoheisel (1923–2008), Benediktiner, letzter Abt der 2004 aufgelassenen Benediktinerabtei Grüssau in Bad Wimpfen
- Edmund Teuber (1933–2023)[11], Autor des Buches „Ruhige und bewegte Zeiten meines Lebens, Vertreibung aus Schlesien“; inkl. Kindheitserinnerungen aus Altewalde, Beschreibungen von Brauchtum und Leben in einem schlesischen Dorf, sowie der Vertreibung aus dem Heimatort Altewalde, Ostbevern 2021, ISBN 978-3-95780-236-1

## Vereine
- Fußballverein LZS Stary Las